# Miopelecanus gracilis
Miopelecanus gracilis — викопний вид морських птахів родини пеліканових (Pelecanidae), що існував у ранньому міоцені. Скам'янілі рештки птаха знайдені у муніципалітеті Сен-Жеран-ле-Пюї в регіоні Овернь у Франції.